# خوانیو کاماچو
خوانیو کاماچو (انگلیسی: Juanjo Camacho؛ زادهٔ ۲ اوت ۱۹۸۰) بازیکن فوتبال اهل اسپانیا است.
از باشگاه‌هایی که در آن بازی کرده‌است می‌توان به باشگاه فوتبال رئال ساراگوسا، باشگاه فوتبال رکریتیوو اوئلوا، باشگاه فوتبال اوئسکا، باشگاه فوتبال رئال مادرید، و باشگاه فوتبال رئال مادرید کاستیا اشاره کرد.
وی همچنین در تیم‌های ملی فوتبال زیر ۱۶ سال اسپانیا، زیر ۱۷ سال اسپانیا، و زیر ۱۸ سال اسپانیا بازی کرده‌است.